# Рейн, Кэтлин
Кэтлин Рейн (также Рэйн, Райн англ. Kathleen Jessie Raine, 14 июня 1908, Илфорд — 6 июля 2003, Лондон) — английская поэтесса и эссеист, исследователь творчества Уильяма Блейка

## Биография
По материнской линии — шотландка, отец — преподаватель английского языка и литературы. Годы войны провела в доме тёти в Нортумберленде, который остался в её памяти и поэзии образом рая. С детства писала стихи, поощряемая матерью (отец относился к занятиям дочери со скепсисом). Училась в одном из колледжей Кембриджа. Увлекалась, с одной стороны, естественными науками, с другой — мистикой каббалы, английскими неоплатониками (Томас Тейлор). Дебютировала книгой стихов Камень и цветок (1943) с иллюстрациями Барбары Хепуорт. Сотрудничала с международным журналом Исследования по сравнительному религиоведению, с дискуссионным клубом Эранос. Стала одной из основательниц журнала духовных поисков Теменос (1981), а потом и Академии с тем же названием (1990). Помимо стихотворений и автобиографической прозы, опубликовала переводы романов Бальзака, драм Кальдерона, стихов Жана Мамбрино, монографии о Томасе Тейлоре, Уильяме Блейке, У. Б. Йейтсе. Читала курсы по мифологии и литературе в университетах Великобритании и США.
Скончалась от последствий несчастного случая.

## Личная жизнь
Вышла замуж за поэта Хью Сайкса Дейвиса. Позже ушла от него к поэту Чарльзу Мэджу, от которого у неё родились сын Джеймс и дочь Анна. Их брак также закончился разводом.

## Книги

### Стихи
- Stone And Flower (1943)
- Living in Time (1946)
- The Pythoness (1949)
- The Year One: Poems (1952)
- The Hollow Hill and other poems 1960—1964 (1965)
- Six Dreams and other poems (1968)
- Lost Country (1971)
- On a Deserted Shore (1973)
- The Oracle in the Heart and other poems, 1975—1978 (1980)
- Collected poems, 1935—1980 (1981)
- The Presence: Poems, 1984-1987 (1987)
- Selected Poems (1988)
- Living with Mystery: Poems 1987-1991 (1992)
- The Collected Poems of Kathleen Raine (2000)

### Автобиографические сочинения
- Farewell Happy Fields/ Прощайте, счастливые поля (1974)
- The Land Unknown/ Неведомая земля (1975)
- The Lion’s Mouth/ В пасти львиной (1977)
- Autobiographies (1991)

## Признание
Командор ордена Британской империи, командор Ордена искусств и литературы, удостоена золотой медали королевы за поэзию. Лауреат ряда национальных премий.

## Публикации на русском языке
- Кладбище в Шотландии/ Пер. Г.Кружкова// Английская поэзия в русских переводах. XX век. М.: Радуга, 1984, с.393